# Su Ragazzi VC
Su Ragazzi VC – szkocki klub siatkarski z siedzibą w Glasgow i North Lanarkshire założony w 1984 roku. Posiada zarówno sekcję męską, jak i kobiecą. Męska drużyna piętnaście razy zdobyła ligowe mistrzostwo Szkocji, a trzynaście razy Puchar Szkocji, natomiast kobiecy zespół sześć razy ligowe mistrzostwo Szkocji i dwa razy Puchar Szkocji.
Nazwę klubu wybrali sami zawodnicy. Pochodzi ona z języka włoskiego. Pierwsza męska drużyna występuje pod nazwą City of Glasgow Ragazzi.
Obecnie głównym obiektem, w którym drużyny rozgrywają swoje mecze domowe, jest Coatbridge High School w Coatbridge. Wcześniej klub korzystał m.in. z hal sportowych w Coltness High School (Wishaw), Rosshall Academy oraz Kelvin Hall International Sports Arena (Glasgow).

## Udział w europejskich pucharach
Męska drużyna występowała w europejskich pucharach w trakcie dwóch sezonów. W sezonie 1994/1995 startowała w Pucharze Mistrzów Klubowych, natomiast w sezonie 1995/1996 ponownie w Pucharze Mistrzów Klubowych oraz w Pucharze CEV. Na siedem rozegranych meczów w europejskich pucharach nie wygrała żadnego.
| Sezon     | Rozgrywki                        | Osiągnięcie             |
| --------- | -------------------------------- | ----------------------- |
| 1994/1995 | Puchar Europy Mistrzów Klubowych | I runda kwalifikacyjna  |
| 1995/1996 | Puchar Europy Mistrzów Klubowych | I runda kwalifikacyjna  |
| 1995/1996 | Puchar CEV                       | II runda kwalifikacyjna |

## Osiągnięcia

### Zespół męski
- Mistrzostwa ligowe (15x): 1993, 1994, 1995, 1996, 1997, 1998, 2004, 2005, 2016, 2017, 2018, 2019, 2023, 2024, 2025
- Puchar Szkocji (13x): 1993, 1994, 1995, 1996, 1997, 1998, 2006, 2009, 2010, 2011, 2017, 2023, 2025
- John Syer Trophy (3x): 2007, 2018, 2019

### Zespół kobiecy
- Mistrzostwa ligowe (6x): 1997, 2001, 2008, 2016, 2017, 2018
- Puchar Szkocji (2x): 2017, 2018
- John Syer Trophy (6x): 2008, 2015, 2016, 2017, 2018, 2019